# Baie de Casco
La baie de Casco est un bras de mer du golfe du Maine sur la côte sud de l'État du Maine, en Nouvelle-Angleterre. La baie s'étend du Cap Small au nord-est au phare du Cap Élizabeth au sud-ouest, les deux sites étant distant de 20 kilomètres. Le port et la ville de Portland se trouve la partie sud de la baie.

## Découverte européenne

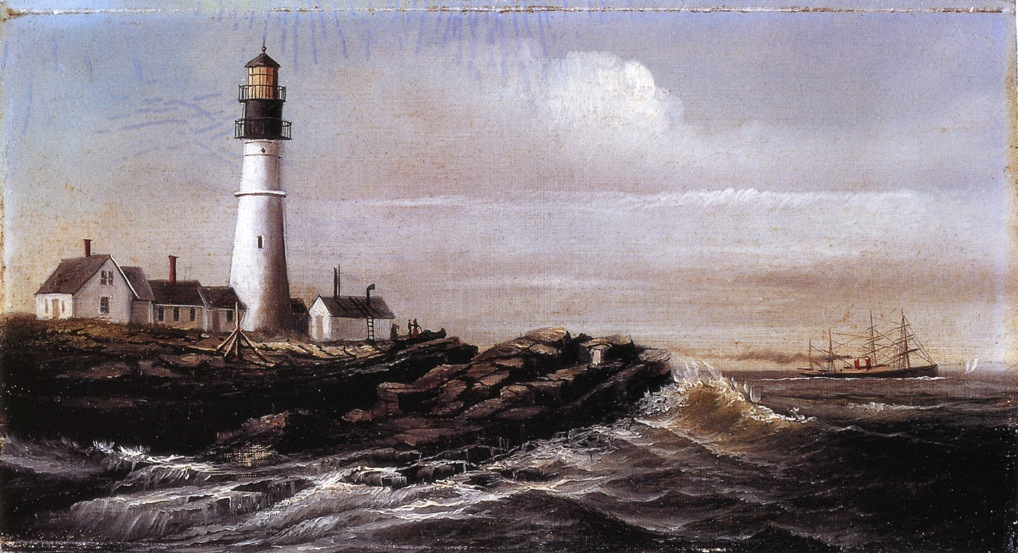
Phare de Portland Head
(tableau de William Aiken Walker)

L'explorateur portugais Esteban Gómez a cartographié la côte du Maine en 1525 et a nommé la baie « Bahía de Cascos » (Baie des Casques), en raison de la forme de la baie.
La première colonie est celle du capitaine Christopher Levett, un explorateur anglais, qui a construit une maison sur House Island en 1623-24. L'implatation fut éphémère. La première colonie permanente de la baie a été nommée Casco à l'emplacement actuel de Portland. 
Il a été rapporté pour la première fois en 1700 par le colonel Wolfgang William Römer, ingénieur militaire anglais, que la baie avait « autant d’îles qu’il y a de jours dans l’année », conduisant à ce que les îles de la baie soient désignés les îles du Calendrier sur la base de ce mythe populaire. Le projet pilote côtier des États-Unis énumère 136 îles. Cependant, Robert M. York, ancien historien de l'État du Maine, a déclaré qu'il y avait « un peu plus de deux cents îles ».

## Historique
Au moment du contact avec les Européens au XVIe siècle, les autochtones parlaient un dialecte oriental de la langue wabanaki.
En 1605, Samuel de Champlain explore cette baie, qu'il dénomme la baie des Sept-Îles.
Un certain nombre de traités ont été négociés et signés entre les colons britanniques et les membres de la Confédération Wabanaki dans la baie de Casco, notamment en 1678, 1703 et 1727. Ce dernier traité est le résultat d'une conférence entre les Britanniques et les Abénaquis en août 1727, au cours de laquelle les parties conviennent de respecter les termes du traité de paix et d'amitié de 1725 qui met fin à la Guerre anglo-wabanaki, et de coopérer les uns avec les autres pour maintenir la paix.
La baie de Casco abrite des fortifications militaires abandonnées datant de la guerre de 1812 à la Seconde Guerre mondiale. Pendant celle-ci la baie de Casco a servi de mouillage pour les navires de l'US Navy.
Le site historique d'Eagle Island était la résidence d’été de l’explorateur de l'Arctique Robert Peary.

## Économie maritime
Portland dispose d’une flotte importante de navires de pêche en eau profonde qui déchargent leurs prises principalement au Portland Fish Exchange. De nombreuses villes et îles servent de ports pour les homardiers. Les bateaux de pêche récréative peuvent également être affrétés.
Les poissons prédominants dans la baie comprennent le maquereau, le bar rayé et le poisson bleu. Les mollusques et crustacés comprennent les homards, les crabes, les moules, les palourdes et les escargots de mer. Les phoques communs se rassemblent sur certaines corniches exposées, et les baleines nagent parfois dans la baie. Les mouettes, les cormorans et diverses espèces de canards sont les oiseaux les plus communs ; plus rarement, des balbuzards, des aigles et des hérons ont été aperçus. La baie de Casco contient des fonds vaseux et des berges de baie à certains endroits, fournissant des substrats importants pour le biome.

## Transport

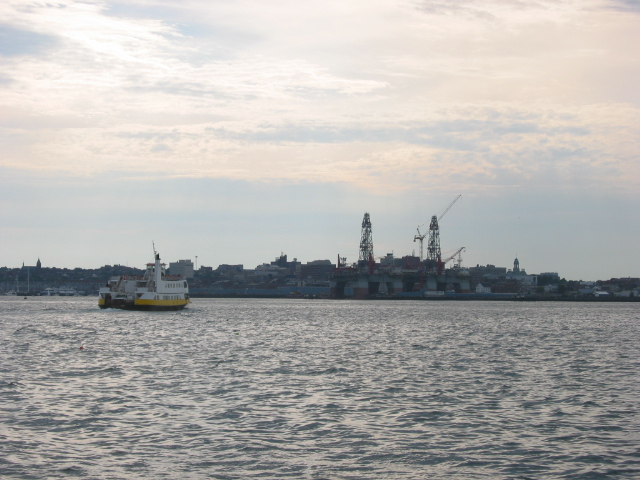
Ferry de retour sur Portland

Les principales îles de la baie sont desservies par le service de ferry Casco Bay Lines à partir de la jetée de Portland. Peaks Island est desservie par un car-ferry et, pendant l'été, assume 16 ferries par jour. Les autres îles sont moins desservies et interdisent les voitures. Les îles Great et Little Diamond et Long Island sont desservies principalement par Diamond Pass, passage populaire auprès des touristes pendant les mois d’été. Les autres services offerts par Casco Bay Lines comprennent une tournée quotidienne de bateau postal, une croisière vers l'île Bailey et une course au coucher du soleil.
D’autres services tels que les bateaux-taxis sont également des alternatives populaires au ferry, mais limités à six passagers par bateau.

## Villes et villages notables
Liste des villes côtières - l'ordre choisi parcourt la baie du sud au nord ; toutes appartiennent au comté de Cumberland, sauf les deux dernières qui relèvent de celui de Sagadahoc
- Cape Elizabeth
- South Portland
- Portland
- Falmouth
- Cumberland
- Yarmouth
- Freeport
- Brunswick
- Harpswell
- West Bath
- Phippsburg

## Îles principales
- Bailey Island
- Bustins Island
- Cliff Island
- Cousins Island
- Cushing Island
- Great Diamond Island
- Great Chebeague Island (ville insulaire)
- Long Island (ville insulaire)
- Mackworth Island
- Orr's Island
- Peaks Island
- Sebascodegan Island

## Phares
La baie de Casco abrite 6 phares:
- Phare de Cape Elizabeth
- Phare de Portland Head
- Phare de Ram Island Ledge
- Phare de Spring Point
- Phare de South Portland
- Phare de Halfway Rock

## Galerie
|                         |
| Phare de South Portland |

|                           |
| bridge to South Harpswell |

|              |
| Eagle Island |

|                          |
| Vue aérienne de Portland |

|                           |
| Phare de Ram Island Ledge |

|                                 |
| Pêche au homard à Bailey Island |